# کیم آقابکیان
کیم باگراتی آقابکیان (ارمنی: Կիմ Բագրատի Աղաբեկյան؛ زادهٔ ۱۵ مارس ۱۹۳۸ - ۲۵ ژوئیهٔ ۲۰۲۰) تاریخ‌نگار ادبی اهل ارمنستان بود.

## زندگی‌نامه
وی در ۱۵ مارس ۱۹۳۸ در هارژیس، شهرستان گوریس به دنیا آمد و از دانشکده فلسفه دانشگاه دولتی ایروان فارغ‌التحصیل گشت. وی عضو اتحادیه نویسندگان شوروی بود. وی برنده جوایزی همچون مدال موسس خورناتسی است. وی در ۲۵ ژوئیهٔ ۲۰۲۰  در سن ۸۲ سالگی در ایروان درگذشت.